# 企鵝灣
企鵝灣（英語：Penguin Bight）是南極洲的海灣，位於葛拉漢地，處於企鵝角以北的西摩島東南岸，由瑞典的探險隊命名，現時由南極條約體系管理。